# 神谷甘蔗金龜
神谷甘蔗金龜（学名：Apogonia kamiyai）为金龜子科甘蔗金龜屬下的一个种。